# Приміський вокзал (Львів)
Приміськи́й залізни́чний вокза́л (також Львів-Приміський) — вокзал станції Львів, який обслуговує приміські потяги Стрийського, Самбірського, Ходорівського та Мостиського напрямків.

## Історія
Приміський вокзал побудований у 1996 році за 500 метрів від Головного залізничного вокзалу на місці колишнього Чернівецького вокзалу, поруч з Привокзальним ринком.

## Пасажирське сполучення
З вересня 2016 року на Приміському вокзалі у Львові відновлено роботу частини турнікетів, що впродовж попередньої тривалої експлуатації вийшли з ладу.
З 31 березня 2019 року, з метою розвантаження вокзалу станції Львів на період проведення робіт із реконструкції Двірцевої площі, прибуття та відправлення регіональних потягів № 829/830 Львів — Ужгород та № 701/702 Львів — Чернівці відбувається на Львівському приміському вокзалі.

## Міський громадський транспорт

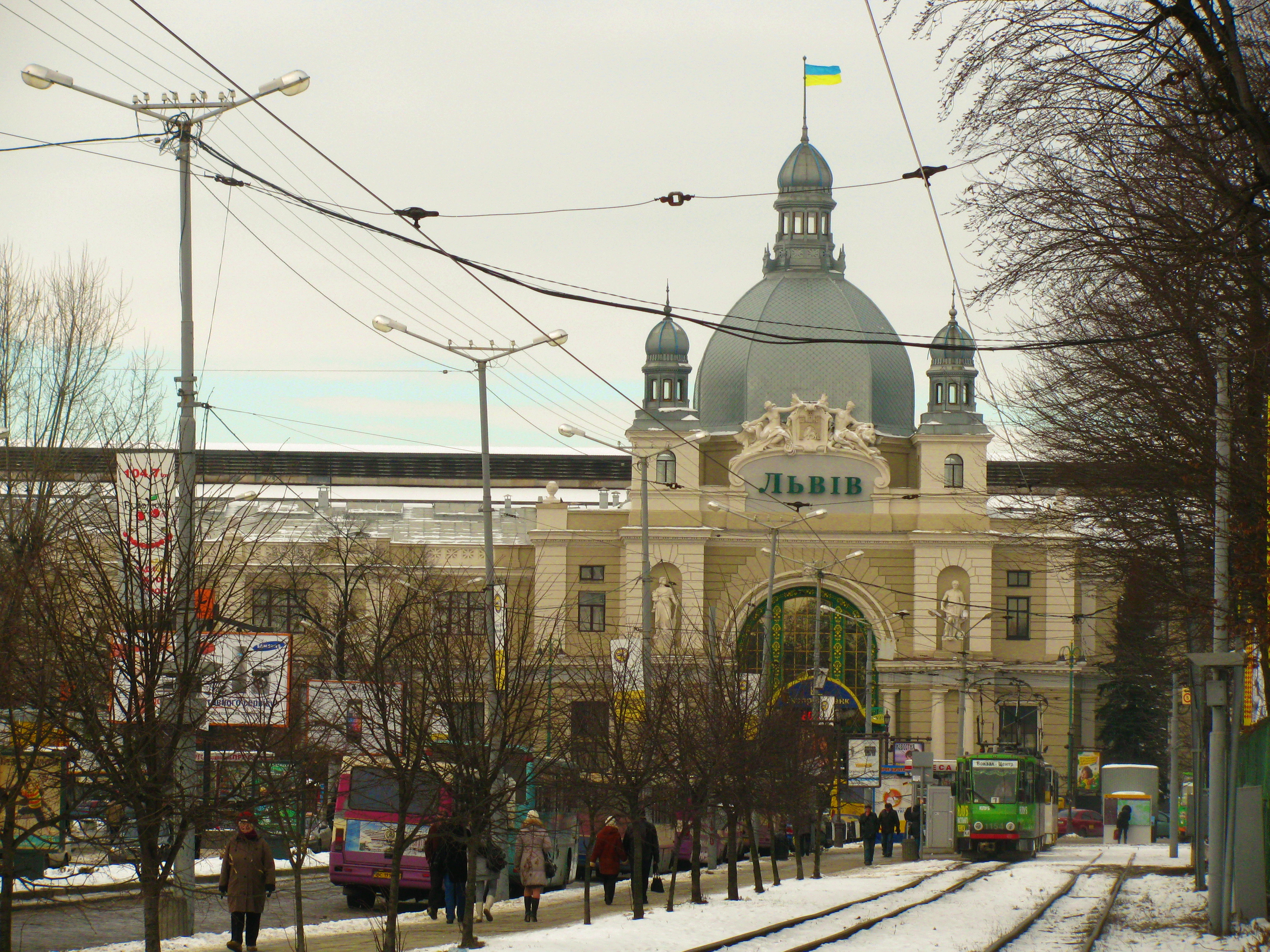
Tatra KT4D на вулиці Чернівецькій біля Головного залізничного вокзалу

Поблизу приміського вокзалу зупиняються маршрутне таксі № 15. За 400 м від вулиці Чернівецької проходять трамвайні маршрути № 1, 4, 6, 9, а також автобусні № 10, 16, 29, 31, 32. За 200 м від вулиці Городоцької курсують тролейбусні маршрути № 27, 32, 38 та автобусні № 6А, 10, 16, 20, 25, 32, 34, 43, 51, 52, 92.